# Grand Theft Auto
Grand Theft Auto (eller GTA) er en spilserie, produceret af DMA Design (nu Rockstar North), første gang udgivet af Rockstar Games den 17. oktober 1997. Spillet er et tredjepersonsactionspil, hvor man skal styre en hovedperson igennem forskellige missioner i forskellige byer. Missionerne er generelt diverse kriminelle foretagender, såsom bankrøverier, likvideringer, biltyveri (engelsk Grand Theft Auto, deraf navnet) og andre lyssky aktiviteter. GTA er blevet kritiseret af politikere i forskellige lande (bl.a., USA og Tyskland) pga. det meget voldlige indhold.

## Hovedserien
Grand Theft Auto-serien er ifølge Rockstar Games inddelt i forskellige fiktive universer, som er navngivet efter deres grafiske evner. Det originale Gran Theft Auto samt udvidelserne og efterfølgeren er i ”2D-universet”. Grand Theft Auto III samt forgængerne er i ”3D-universet”. Grand Theft Auto IV samt udvidelserne og Grand Theft Auto V er i ”High-definition-universet”. Hvert univers betragtes adskilt men har dog mærkevarer, stednavne og karakterer tilfælles.
Grand Theft Auto, som var det første spil i serien, blev udgivet til Microsoft Windows og MS-DOS i oktober 1997. I 1998 blev det udgivet til PlayStation og i 1999 til Game Boy Color. Grand Theft Auto 2 blev udgivet i 1999 til Microsoft Windows og senere til PlayStation, Dreamcast og Game Boy Color.

## Titler

### Spil
- Grand Theft Auto (GTA) til: PC og PlayStation.
- Grand Theft Auto: London, 1969 til: PC, PlayStation og Game Boy Color.
- Grand Theft Auto: London, 1961 gratis udvidelsespakke til PC.
- Grand Theft Auto 2 (GTA2) til: PC og PlayStation.
- Grand Theft Auto Advance (GTA:A) til: Game Boy Advance.
- Grand Theft Auto III (GTAIII) til: PC, MAC, PlayStation 2, Xbox, iPhone og Android.
- Grand Theft Auto: Vice City (GTA VC) til: PC, MAC, PlayStation 2, Xbox og Android.
- Grand Theft Auto: San Andreas (GTA SA) til: PC, MAC, PlayStation 2, PlayStation 3, PlayStation 4, Xbox, iPad og Android.
- Grand Theft Auto: Liberty City Stories (GTA LCS) til: PlayStation Portable og PlayStation 2.
- Grand Theft Auto: Vice City Stories (GTA VCS) til: PlayStation Portable og PlayStation 2.
- Grand Theft Auto IV (GTA IV) til: PlayStation 3, PC og Xbox 360.
- Grand Theft Auto V (GTA V) til: PlayStation 3 , PlayStation 4, PlayStation 5, Xbox 360, Xbox One, Xbox Series X og PC.
- Grand Theft Auto: The Lost and Damned (GTA:TLAD) til:Xbox 360, PlayStation 3 og PC.
- Grand Theft Auto: The Ballad of Gay Tony (GTA:TBGT) til: Xbox 360, PlayStation 3 og PC.
- Grand Theft Auto: Chinatown Wars (GTA: CTW) til: Nintendo DS, Playstation Portable , iPad og iPhone/iPod Touch.